# Manufacture d'orgues Cavaillé-Coll
La Manufacture d'orgues Cavaillé-Coll était une société spécialisée dans la conception et la construction d'orgues.

## Historique
La fondation de la manufacture d'orgue Cavaillé-Coll remonte au XVIIIe siècle.
- Jean-Pierre Cavaillé, originaire de Gaillac (Tarn), né en 1743 fut le fondateur de la maison. Ce fut premier facteur d'orgue formé par le moine Joseph Cavaillé, son oncle au milieu du XVIIIe siècle. Il se maria, le 12 février 1767, avec une Espagnole, María Francisca Coll, fille d'un fabricant de soieries de Barcelone. Suivant la tradition espagnole, le nom de la mère fut ajouté à celui du père. Depuis lors, la famille porta le nom de Cavaillé-Coll. Etabli à Barcelone en 1789, il décéda en 1808.
- Dominique-Hyacinthe Cavaillé-Coll, fils de Pierre Cavaillé, travailla avec son père, surtout en Espagne, il rentra en France en 1807 et se fixa à Montpellier puis à Toulouse.
- Aristide Cavaillé-Coll (1811-1899), son fils, fut l'un des plus grands facteurs d'orgues de son temps ; il donna à son entreprise une renommée internationale qui perdure de nos jours[1]. Avec l'aide de son père et de son frère, il construisit près de cinq-cents instruments et en modifia et restaura de très nombreux tant en France qu'à l'étranger. En 1833, il installa sa manufacture d'orgues à Paris[2].
- Charles Mutin, ancien employé de Cavaillé-Coll, installé à Caen, reprit l'entreprise en 1898 ; la situation financière étant désastreuse, Aristide Cavaillé-Coll la lui céda. La société prit par la suite le nom de Mutin-Cavaillé-Coll. Elle perpétua la tradition de la maison et fabriqua de nombreux instruments, jusque 1923[3].
- Auguste Convers prit le relais de Charles Mutin à la tête de la société qui prit le nom de Convers-Cavaillé-Coll jusque 1928 date à laquelle la société déposa le bilan[4].
- En 1928, l’entreprise Cavaillé-Coll fut convertie en une société par actions, la«Société anonyme française de facture d’orgues Cavaillé-Coll.
- En 1931, une nouvelle Société fermière des Etablissements Cavaillé-Coll vit le jour. Elle fut administrée successivement par Lafonto, J.Lapresté (aussi administrateur de la Maison Rinckenbach d’Ammerschwihr), G. Lauffray et Joseph Beuchet.
- En 1934, la firme Pleyel prit alors la relève et Joseph Beuchet démissionna.
- En 1936, la Société anonyme Cavaillé-Coll accorda à la manufacture de pianos Pleyel une licence exclusive d’exploitation et de vente, ce qui donna naissance à une nouvelle société, Pleyel-Cavaillé-Coll. J.Krug Basse et Jean Hermann furent nommés responsables du secteur de construction des orgues. Cette association ne fut pas couronnée de succès et la Seconde Guerre mondiale mit définitivement fin à l’épopée de la Maison Cavaillé-Coll qui cessa définitivement ses activités en 1959[5].